# Joana D'Arc da Silva Cavalcante
Joana D'Arc da Silva Cavalcante, brasileira (Recife, 1978), é Mestra da Nação do Maracatu Encanto do Pina.

## Biografia
Joana D'arc da Silva Cavalcante, iaquequerê, brasileira nascida em 11 de novembro de 1978 na cidade de Recife, Pernambuco. Conhecida como a primeira e única mestra de uma nação de Maracatu de baque virado da história, Joana é Mestra da Nação do Maracatu Encanto do Pina e fundadora do grupo Maracatu Baque Mulher, na comunidade do Bode, localizada no bairro do Pina na Zona Sul do Recife, Pernambuco.
Criada no terreiro de candomblé nagô Ilê Axé Oxum Deim de sua avó ialorixá Maria Cândida da Silva “Vó Quixaba”, é filha de Manoel Cândido Cavalcante, “Pai Marcelo”.  No ano de 2008 assumiu a função de Mestra da nação do Maracatu Encanto do Pina, fundada em 5 de março de 1980 pela ialorixá Maria José da Silva “Dona Maria de Sônia”.

## Percurso
Como forma de se expressar e ensinar parte de sua cultura (afrobrasileira), em sua comunidade, no ano de 1999, Joana Cavalcante criou o grupo Filhas da Oxum Opará,  no qual deu aulas de dança e canto para meninas de 7 a 18 anos da comunidade do Bode, localizada bairro do Pina em Recife, Pernambuco.
Trabalhou como agente jovem da prefeitura do Recife junto ao quilombo urbano Ilha de Deus, no bairro do Imbiribeira, onde desenvolveu um trabalho de autoestima e pertencimento social com jovens e crianças, e criou o Maracatu Axé da Ilha. Foi voluntária do CAPS (Centro de Atenção Psicossocial) onde trabalhou aulas de percussão com os pacientes.
A partir dos conhecimentos adquiridos no Ilê de sua avó, Joana D´arc criou, em 2006, a Mazuca da Quixaba, grupo que recriou artisticamente as músicas e danças desse Ilê, num resgate cultural único de fragmentos da história oral de velhos mestres da jurema misturado com o som e a pisada do coco de terreiro.
Foi também coordenadora pedagógica do Ponto de Cultura da nação do Maracatu Porto Rico, por meio do qual levou oficinas artísticas à comunidades. Como integrante desta nação e da nação do Maracatu Encanto do Pina foi a responsável pela inserção do estilo do instrumento agbê no maracatu de baque virado, que transpõe os toques de terreiro e do maracatu para este instrumento conciliando-os com a dança dos orixás do candomblé de nação nagô. 
Em 2008 devido à necessidades internas e decisão por meio do jogo de diloguns (búzios) realizado por suas matriarcas, as Mães do Pina, Joana Cavalcante assumiu a liderança da nação do Maracatu Encanto do Pina, se tornando portanto a Mestra desta nação.
Por meio do ensino da percussão dos baques do maracatu, dança, capoeira e outras expressões artísticas, bem como atividades pedagógicas voltadas ao reforço escolar, Mestra Joana vem trabalhando autoestima e pertencimento social de jovens e crianças de sua comunidade. Criou a partir dessa iniciativa o Encantinho, que também é um baque mirim.
Além da disseminação de elementos da cultura afrobrasileira e do candomblé nagô como forma de resistência, Mestra Joana Cavalcante luta pela promoção da participação feminina nas tradições do maracatu de baque virado. Em suas participações em rodas acadêmicas e políticas Mestra Joana faz paralelos entre aspectos da espiritualidade e questões de gênero que permeiam as tradições do maracatu.
Em 2008 Mestra Joana Cavalcante fundou o grupo Maracatu Baque Mulher, que tem sede na  comunidade do Bode e possui filiais em diversas cidades, as quais seguem um único regimento e repertório. Como uma rede de empoderamento feminino coordena 31 grupos, que estão espalhados por todo o Brasil e também fora dele como em Portugal e Argentina.

## Reconhecimento e Prêmios
Mestra Joana Cavalcante é uma das artistas de maior projeção na cultura popular tradicional pernambucana.
No ano de 2014 foi convidada a participar do I Congresso Internacional  sobre o Pensamento das Mulheres Negras no Brasil e na Diáspora Africana e I Workshop Mulheres Negras - Pensando as Práticas Sociais, Culturais e Políticas na UFBA.
Em maio de 2015 foi homenageada na 11ª edição do livro Mulheres que Mudaram a História de Pernambuco. No mês de agosto do mesmo ano recebeu homenagem no Ato publicado no Diário Oficial de Pernambuco, na página 135, a Comissão de Defesa dos Direitos da Mulher da Assembleia Legislativa de Pernambuco (CDDMulher-Alepe), em nome da Presidente, Deputada, Simone Santana, requereu voto de Aplauso para a única mulher Mestra de Maracatu do Brasil via Requerimento n° 836/2015, em alusão ao dia do Maracatu.
Em 2018 em sessão solene no Plenário da Câmara dos Deputados, Mestra Joana recebeu a medalha Miêtta Santiago em comemoração ao Dia Internacional da Mulher.

## Discografia
- 2011 CD A pisada é essa com o incentivo da Funcultura, Secretaria de Cultura e Governo de Pernambuco (PE). [15][16]